# NGC 6399
NGC 6399 (другие обозначения — UGC 10896, MCG 10-25-59, ZWG 300.47, PGC 60442) — галактика в созвездии Дракон.
Этот объект входит в число перечисленных в оригинальной редакции «Нового общего каталога».